# Notre Dame Stadium
Notre Dame Stadium – stadion w Notre Dame, Indiana, Stany Zjednoczone, należący do University of Notre Dame. Głównie wykorzystywany przez uniwersytecką drużynę Notre Dame Fighting Irish na spotkania futbolu  amerykańskiego.
Stadion otwarty został 4 października 1930 na miejscu zlikwidowanego stadionu Cartier Field. Pojemność stadionu wynosiła 59 075 widzów. Po przebudowie w 1997 pojemność stadionu wzrosła do 80 795.

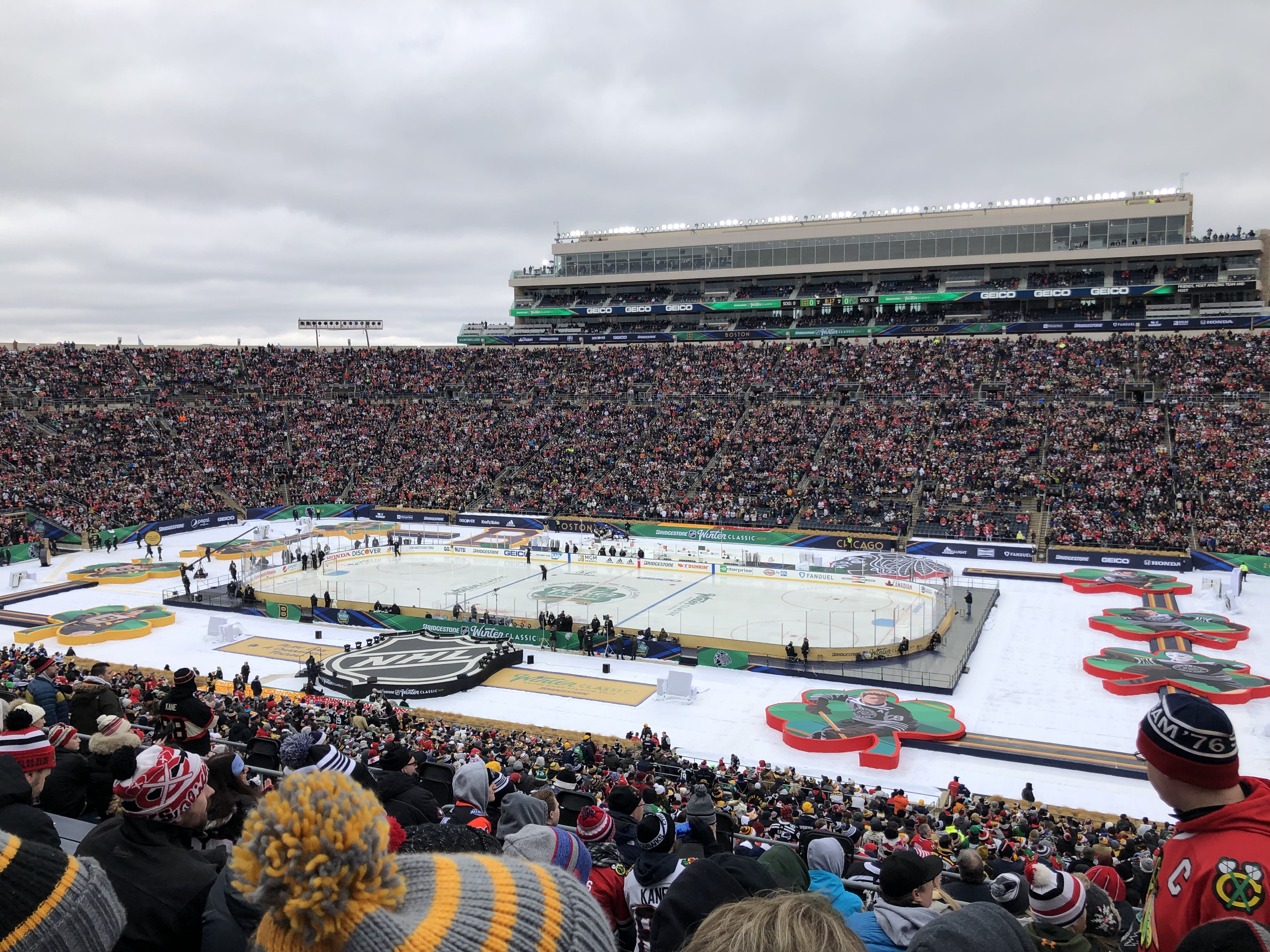
1.01.2019 NHL Winter Classic

1 stycznia 2019 w ramach NHL Winter Classic  na stadionie odbyło się spotkanie w hokeju na lodzie pomiędzy drużynami NHL Boston Bruins i Chicago Blackhawks. Zwyciężyła drużyna z Bostonu 4:2.